# 岳阳镇 (安岳县)
岳阳镇，是中华人民共和国四川省资阳市安岳县下辖的一个乡镇级行政单位。2019年12月，撤销城北乡和城西乡，将其所属行政区域划归岳阳镇管辖。将岳阳镇土城门社区、龙王庙社区、奎星阁社区、四方井社区、铁峰社区、洗墨池社区、王家坝社区、奎安社区、龙井社区、龙凤社区、金花村、望城村、龙潭村、贾岛村、竹林村、文昌村、南桥村、白石村、岳一村、深沟村、岳井村、长水村、梓潼村、五里村、关新村所属行政区域划归岳城街道管辖。

## 行政区划
岳阳镇下辖以下地区：
土城门社区、龙王庙社区、奎星阁社区、铁峰社区、四方井社区、洗墨池社区、土地堂社区、北坝社区、王家坝社区、奎安社区、龙凤社区、龙井社区、石坝子社区、关新村、棋盘村、曙光村、新村、红双村、中七村、船形村、水观村、永兴村、七里村、五里村、竹林村、文昌村、南桥村、白石村、岳一村、深沟村、岳井村、鄢山村、宝定村、长水村、梓潼村、万寿村、金花村、望城村、龙潭村和贾岛村。
2019年12月调整后，岳阳镇辖土地堂社区、北坝社区、石坝子社区、棋盘村、曙光村、新村、红双村、中七村、船形村、水观村、永兴村、七里村、鄢山村、宝定村、万寿村和原城北乡、原城西乡所属行政区域。